# Мокса (село)
Мокса (рос. Мокса) — село в Бутурлинському районі Нижньогородської області Російської Федерації.
Населення становить 43 особи. Входить до складу муніципального утворення Уваровська сільрада.

## Історія
Від 2009 року входить до складу муніципального утворення Уваровська сільрада.

## Населення
| 1999 | 2002 | 2010 |
| ---- | ---- | ---- |
| 118  | ↘86  | ↘43  |